# ارتشیبالد هاميلتون (مهندس)
أرشيبالد ميلن هاميلتون (1898–1972) مهندس مدني نيوزيلندي ، اشتهر ببناء طريق هاملتون عبر كردستان وتصميم نظام جسر كالندر-هاملتون ،  وسقيفة الطائرات كالندر-هاملتون في أواخر الثلاثينيات.

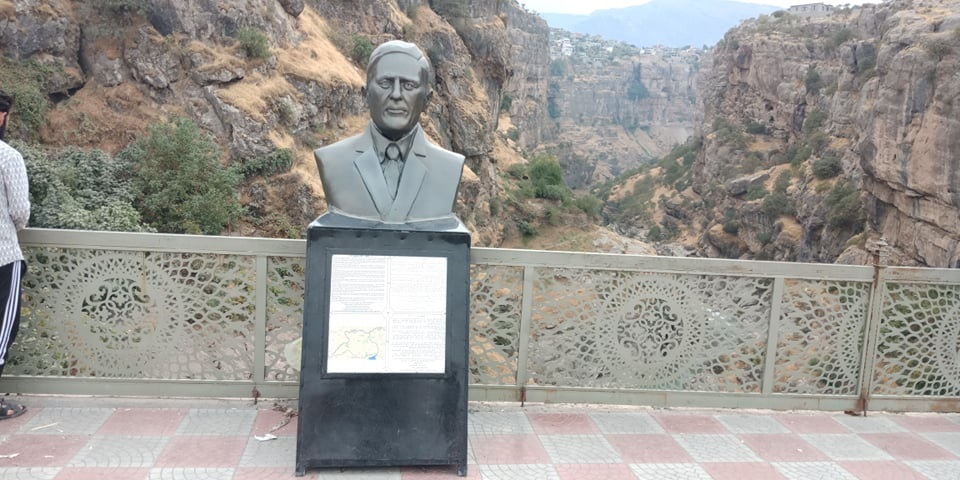
تمثال هاميلتون في رواندز (بكردستان العراق)

## النشأة والزواج والأطفال
ولد هاملتون في وايمات ، نيوزيلندا ، في 18 نوفمبر 1898. تلقى تعليمه في مدرسة وايتاكي الثانوية للبنين . في عام 1924 تخرج من كلية كانتربري بدرجة البكالوريوس في الهندسة (المدنية). 
تزوج هاملتون في عام 1934 من بيتينا ماترافيس كولير ، وهي طبيبة ، وأنجبا ستة أطفال. ثاني أكبر هؤلاء كان عالم الأحياء التطوري دبليو دي هاملتون ، إحدى بناته واسمها ماري آر بليس اصبحت مثل والدتها طبيبة وحققت انجازا بارزاً في تصميم افرشة طبیە تمنع تقرحات الفراش لدى مرضى الشيخوخة.

## وظائف مبكرة
عمل هاميلتون في مجلس ميناء ليتيلتون في نيوزيلندا حيث صمم نموذجًا موجيًا لتخطيط تحسينات الميناء. بعد ذلك ، عمل في الأدمیرالیة البحریة فی لندن ، حیث عمل على تصميم قاعدة سنغافورة البحرية. 

## طريق هاميلتون

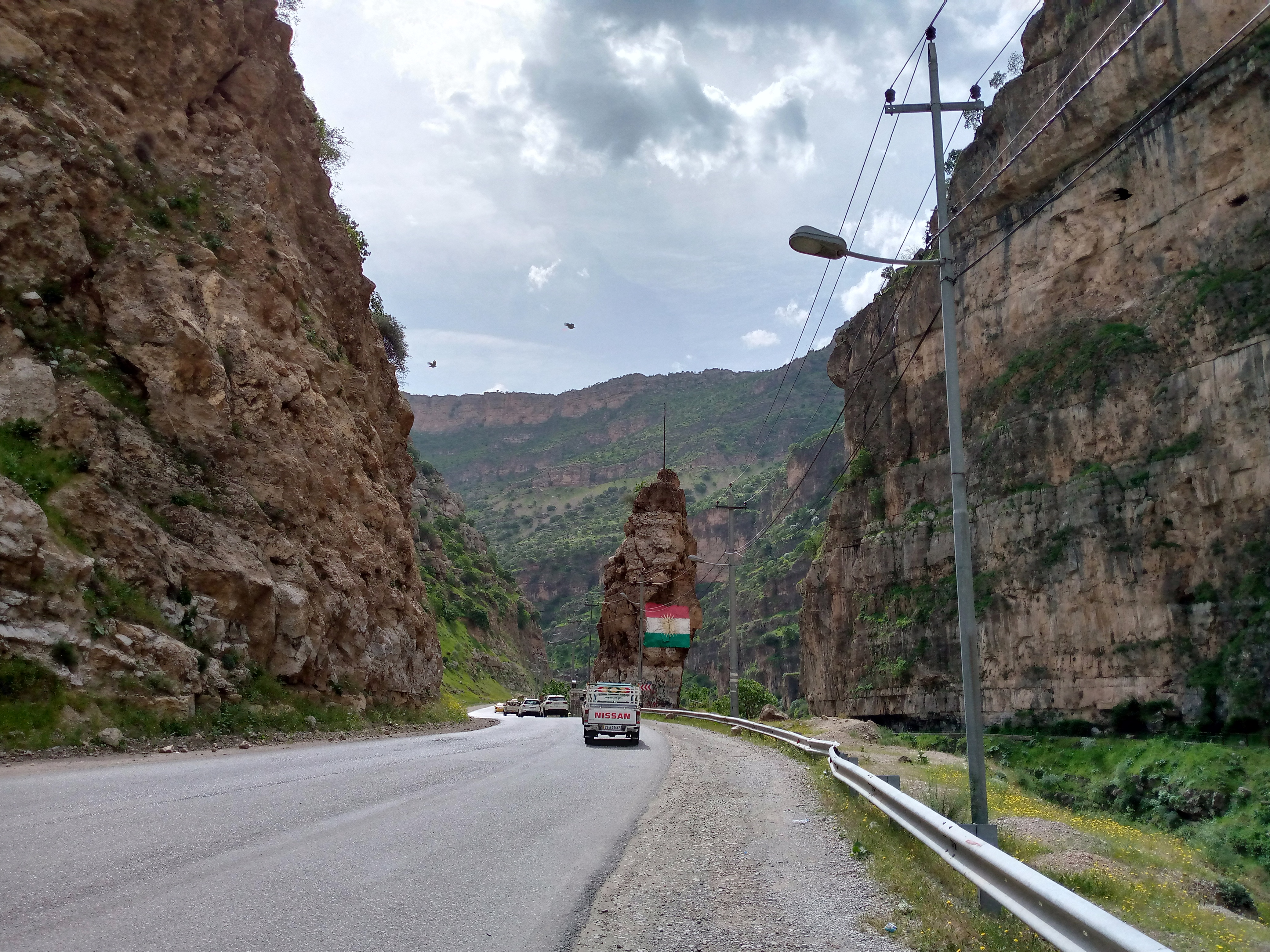
طريق هاميلتون بالقرب من شلال گلي علي بيك في اربيل

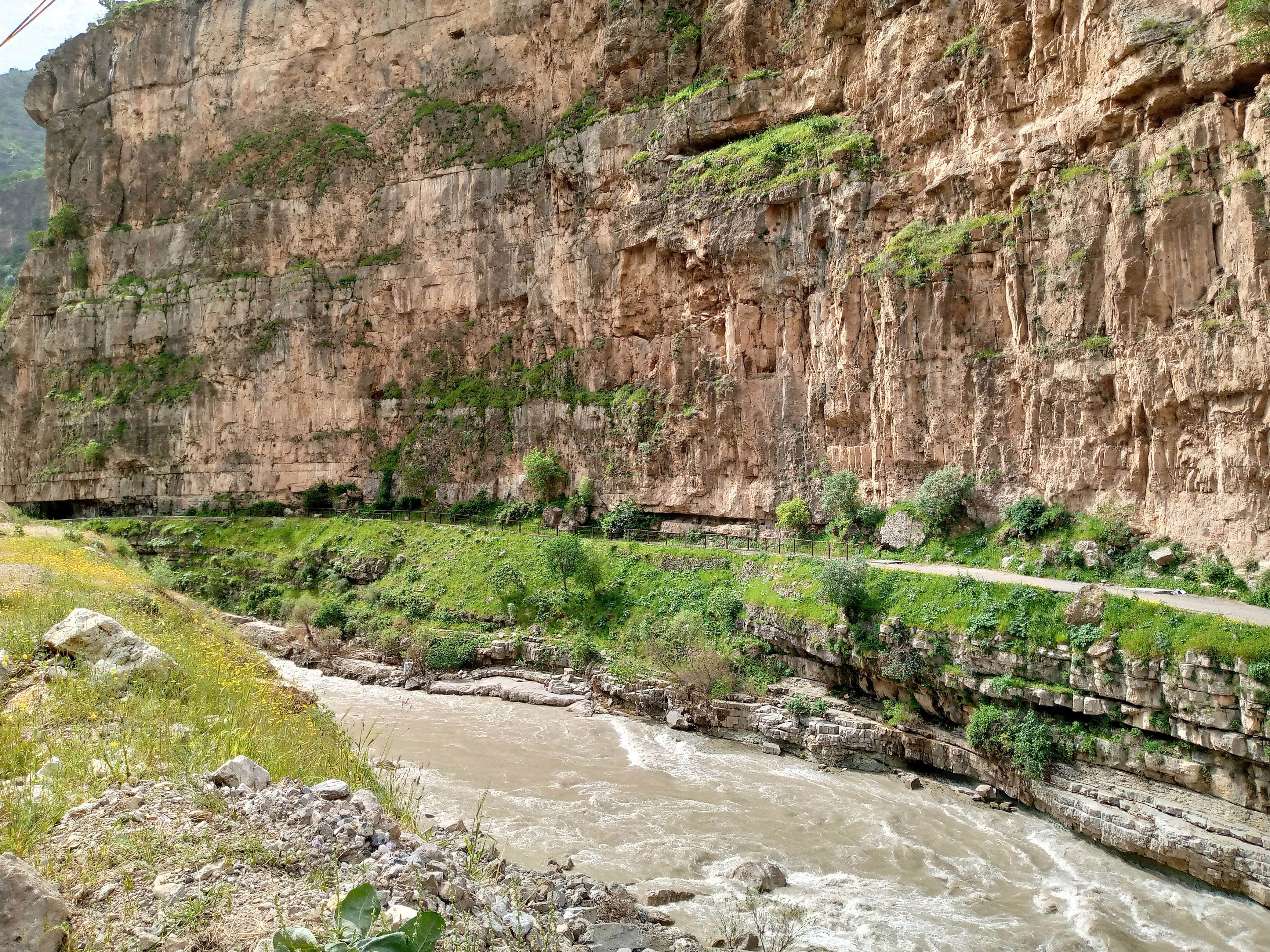
الطریق عبر الجبر الصخری قرب رواندز

بين عامي 1928 و 1932 كان هاملتون المهندس الرئيسي لطريق استراتيجي بريطاني عبر جنوب كردستان ، والذي يمتد من أربيل ، عبر رواندز ، إلى الحدود الإيرانية بالقرب من بيرانشهر الحديثة. أصبح الطريق معروفًا باسم طريق هاميلتون. على الرغم من أن هاملتون كان يأمل في أن يوحد الطريق شعوب المنطقة ، بل الحروب المستعرة هناك عدة مرات . ووصف بناء الطريق في كتاب صدر عام 1937 بعنوان الطريق عبر كردستان .

## جسر كالندر-هاملتون
أثناء بناء الطريق ، أدرك هاملتون الحاجة إلى جسور قوية وقابلة للتكيف مع مكونات يمكن نقلها وإقامتها بسهولة في المناطق النائية و / أو التضاريس الصعبة. مع الكبلات البريطانية Callenders المعزولة ، قام بتصميم نظام جسر Callender-Hamilton . تم ربط أجزاء الجسر معًا مثل قطع میكانو Meccano ، وكان يتمتع بشعبية لدى الجيش البريطاني بعيدًا عن جبهة المعركة. الفشل[بحاجة لمصدر] من جسر إنجليس في الحرب العالمية الأولى أدى إلى تطوير جسر بيلي .  ادعى هاميلتون بنجاح أمام اللجنة الملكية لجوائز المخترعين  أن جسر بيلي قد انتهك براءة اختراعه . نظرًا لأن جسر بيلي استخدم نظام ربط دبوس مشابهًا لذلك المستخدم في جسر مارتل الذي صممه الجنرال سير جيفارد لو كويسن مارتل ، أخبر هاملتون اللجنة أن جسر بيلي يجب أن يُطلق عليه اسم "Martel Mk2".  ساهم تصمیماته فی اضافة دخل مادی انتد لسنوات.

## سقيفة الطائرات Callendar-Hamilton
صمم أيضًا نوعًا مثيرًا للاهتمام من حظائر الطائرات القابلة للنقل في أواخر الثلاثينيات للاستخدام العسكري. على الرغم من عدم رغبة وزارة الطيران ، فقد تم بناء عدد من حظائر Callendar-Hamilton في بريطانيا في أواخر الثلاثينيات وبدایة الحرب العالمية الثانية . يمكن التعرف عليها بسهولة من حظائر Bellman و T-type المعاصرة الأكثر عددًا من خلال إطارها الداخلي المعقد وقضبان الأبواب العلوية الخارجية. يمكن رؤية الأمثلة المحفوظة - المدرجة الآن - من هذه الحظائر اليوم في متحف الطيران في إيست فورتشن بالقرب من إدنبرة.

## روابط خارجية
- The Encyclopaedia of New Zealand، 1966> Expatriates - Biographies> United Kingdom> (ابحث عن :) Hamilton، Archibald Milne

## الفهارس
- فرانسيس ، بول (1996). هندسة المطارات العسكرية البريطانية - من المناطيد إلى عصر الطائرات باتريك ستيفنز المحدودة ، سباركفورد ، سومرست ،(ردمك 1-85260-462-X) .
- هاميلتون ، آم (1937). طريق عبر كردستان: قصة مهندس في العراق. فابر ، لندن
  - طبعة جديدة (1958). فابر ، لندن.
  - (2004) طبع(ردمك 1-85043-637-1)